# 2008-as WTCC brit nagydíj
A 2008-as WTCC brit nagydíj volt a 2008-as túraautó-világbajnokság hetedik fordulója. 2008. július 27-én rendezték meg Brands Hatch-n, Kentben, Angliában.

## Külső hivatkozások
- Eredmények